# BBC Coburg
El BBC Coburg e.V. es un equipo de baloncesto alemán con sede en la ciudad de Coburg, que compite en la ProB, la tercera división de su país. Disputa sus partidos en el HUK-COBURG arena, con capacidad para 3282 espectadores.

## Historia
Tras la finalización de la Segunda Guerra Mundial y la consolidación política del país, se empezó a recueprar la normalidad. Los estadounidenses que permanecieron en Alemania pusieron de moda el baloncesto, y así surgió en 1953 en Coburg el club juvenil germano-estadounidense GYA Coburg, donde también tuvo cabida el béisbol. Un año más tarde, el equipo de baloncesto se escindió pasando a formarse oficielmente el BBC Coburg.
En la temporada 2016-17 logró el ascenso a categoría nacional, a la ProB, tras proclamarse campeón del grupo sureste de la Regionalliga. Aunque descendió la temporada siguiente, fue repescado.

## Trayectoria
| Temporada | Nivel | Liga           | Pos. | Resultado      |
| --------- | ----- | -------------- | ---- | -------------- |
| 2014-15   | 5     | 2.Regionalliga | 2º   |                |
| 2015-16   | 5     | 2.Regionalliga | 1º   | Ascensocampeón |
| 2016-17   | 4     | Regionalliga   | 1º   | Ascensocampeón |
| 2017-18   | 3     | ProB           | 11º  | Descenso       |
| 2018-19   | 3     | ProB           |      |                |